# Висоцька Лідія Ільківна
Лідія Іллівна (Ільківна) Висоцька (нар. 1944, тепер Самбірського району Львівської області) — українська радянська діячка, новатор сільськогосподарського виробництва, доярка колгоспу імені 17 Вересня села Корналовичі Самбірського району Львівської області. Депутат Верховної Ради УРСР 8-го скликання.

## Біографія
Народилася у селянській родині Іллі Зельмана. Закінчила восьмирічну школу. Член ВЛКСМ.
З 1958 року — доярка колгоспу імені 17 Вересня села Корналовичі Самбірського району Львівської області. Досягала високих надоїв молока. Закінчила вечірню середню школу.

## Нагороди
- ордени
- медалі